# Idioma walisiano
El walisiano (autoglotónimo: Faka´uvea) es una lengua polinesia y es la principal lengua más usada en Wallis y Futuna, hablada como lengua nativa por más de dos tercios de la población de Wallis y Futuna, donde también se usa ampliamente el francés.

## Origen
Polinésico con caracteres franceses.